# Адам Мітчелл
Адам Мітчелл (англ. Adam Mitchell; 12 січня 1982, Порт Елджін, провінція Онтаріо) — канадський хокеїст, крайній нападник. По завершенні ігрової кар'єри — тренер.

## Кар'єра
Мітчелл провів свої студентські роки в команді Колгейтського Університету, який виступає в Національній асоціації студентського спорту. На початку сезону 2005/06 переїхав в німецькому Оберлігу, де виступав за клуб ХК «Ландсберг», з цим клубом він вийшов до 2. Бундесліги чемпіонату Німеччини. У своєму першому сезоні в Німеччині, нападник був визнаний гравцем року у Оберлізі. Крім того, Адам, виступав у матчі усіх зірок, в якому виступають топ-гравці Оберліги та 2.Бундесліги.
Сезон 2006/07 років, Мітчелл відіграв у другій Бундеслізі за ХК «Ландсберг» — провів 52 матчі та набрав 64 очка (26 + 38), став найкращим бомбардиром команди. Незважаючи на кілька пропозицій від клубів Німецької хокейної ліги, канадець продовжив контракт з баварським клубом, ще на один рік. Після того як ХК «Ландсберг» пропустив раунд плей-оф, Адам виступив у фінальному раунді Австрійської національної ліги за ФЕУ Фельдкірх, з яким він зрештою завоювати титул чемпіона другої ліги.
12 грудня 2007 Мітчелл підписав контракт з «Ганновер Скорпіонс» (Німецька хокейна ліга), з яким він виграє Кубок Німеччини у сезоні 2009/10. В сезоні 2011/12 Мітчелл переходить до клубу «Адлер Мангейм». Після двох сезонів у «Мангеймі», нападник підписав річний контракт з Гамбург Фрізерс.
2 червня 2016 року підприсав контракт з клубом «Штраубінг Тайгерс».
Завершив ігрову кар'єру виступами за команду «Франкфурт Левен» у 2022 році.

## Нагороди та досягнення
- Чемпіон Німеччини у складі «Ганновер Скорпіонс» — 2010.
- Чемпіон Німеччини у складі «Адлер Мангейм» — 2012.